# Kolon-tó
Kolon-tó är en sjö i Ungern.   Den ligger i provinsen Bács-Kiskun, i den centrala delen av landet, 80 km söder om huvudstaden Budapest.